# Aleksandr Lebied´
Aleksandr Iwanowicz Lebied´ (ros. Алекса́ндр Ива́нович Ле́бедь; ur. 20 kwietnia 1950 w Nowoczerkasku, zm. 28 kwietnia 2002 w Abakanie) – radziecki i rosyjski generał porucznik i polityk.
Starszy brat polityka chakaskiego, Aleksieja Lebiedia.

## Życiorys
Pochodził z rodziny robotniczej o korzeniach kozackich. W młodości bokser wagi ciężkiej. Od 1970 roku w służbie w Armii Radzieckiej. Absolwent Wyższej Szkoły Dowódczej Wojsk Powietrznodesantowych w Riazaniu. Jako dowódca batalionu komandosów brał udział w radzieckiej interwencji w Afganistanie. W latach 1980–1981 roku pełnił funkcję komendanta pierwszego batalionu 345 wydzielonego pułku desantowego w Bagram. Od 1988 roku uczestniczył w tłumieniu konfliktów na Zakaukaziu. Będąc dowódcą 106 Tulskiej Dywizji Powietrznodesantowej interweniował zbrojnie ze swoją dywizją w Gruzji, Armenii i Azerbejdżanie.
Podczas puczu Janajewa skierowany został przez zamachowców do tłumienia opozycji w Moskwie. Przeszedł wraz z podległymi sobie wojskami na stronę Borysa Jelcyna, co w dużym stopniu przyczyniło się do zakończenia kryzysu politycznego w Związku Radzieckim i otworzyło przed Jelcynem drogę do władzy.
Za prezydentury Borysa Jelcyna awansowany do rangi zastępcy dowódcy Wojsk Powietrznodesantowych Federacji Rosyjskiej. W czerwcu 1992 roku z polecenia rządu rosyjskiego, na czele 14 Armii, interweniował podczas wojny domowej w Mołdawii. Grożąc rządom Mołdawii i Rumunii marszem swoich wojsk na Kiszyniów oraz Bukareszt doprowadził do zawieszenia broni i ustanowił istniejący do dziś stan w Mołdawskiej Republice Naddniestrzańskiej.
Od 1995 roku uczestniczył aktywnie w życiu politycznym Rosji. Stanął na czele ruchu „Honor i Ojczyzna”. W 1996 roku był kandydatem na prezydenta Federacji Rosyjskiej. Podczas I wojny czeczeńskiej mianowany sekretarzem Rady Bezpieczeństwa Rosji. Reprezentował rząd rosyjski w negocjacjach z powstańcami. Doprowadził do wygaszenia konfliktu w Czeczenii i wraz z Asłanem Maschadowem podpisał rozejm w Chasawjurcie. Opuścił stanowisko sekretarza Rady Bezpieczeństwa Rosji po konflikcie z ministrem Anatolijem Kulikowem.
W 1998 roku dzięki pomocy finansowej Borysa Bieriezowskiego zorganizował kampanię wyborczą i wygrał wybory na gubernatora Kraju Krasnojarskiego. Jako gubernator był oskarżany o zbyt wystawny tryb życia. Skonfliktowany z lokalną oligarchią, doprowadził do aresztowania potentata branży metalowej, Anatolija Bykowa.
Aleksandr Lebied´ zmarł w szpitalu w Tanzybieju na skutek obrażeń, jakich doznał w wypadku lotniczym śmigłowca Mi-8, który miał miejsce 28 kwietnia 2002 w okolicach miasta Abakan w Sajanach.